# Lauren Ambrose
Lauren Ambrose, nome d'arte di Lauren Anne D'Ambruoso (New Haven, 20 febbraio 1978), è un'attrice statunitense.
È conosciuta soprattutto per aver interpretato il ruolo di Claire Fisher nella serie televisiva Six Feet Under.

## Biografia
Lauren Ambrose nasce a New Haven (Connecticut) nel 1978, da una famiglia di discendenza italiana, Anne Wachtel e Frank D'Ambruoso. Nella sua città natale frequenta una scuola d'arte e successivamente frequenta corsi di canto lirico.
Il suo primo ruolo cinematografico è la parte di una studentessa nel film In & Out del 1997. Il primo film che la vede maggiormente protagonista è Giovani, pazzi e svitati (1998) e successivamente ha una parte da protagonista nel film del 2000Psycho Beach Party.
Nel 2001 viene scritturata per il suo ruolo più conosciuto, quello di Claire Fisher nella serie TV Six Feet Under. La partecipazione alla serie le ha valso due candidature (nel 2002 e 2003) all'Emmy Award nella categoria per i ruoli di non protagonista.

## Vita privata
Dal 2001 è sposata con il fotografo e regista Sam Handel, dal quale ha avuto due figli: Orson Halcyon (2007) e un'altra femmina nata nel 2012. Nel 2018 interpreta Eliza nel musical My Fair Lady a Broadway e viene candidata al Tony Award alla miglior attrice protagonista in un musical.

## Filmografia

### Cinema
- In & Out, regia di Frank Oz (1997)
- Giovani, pazzi e svitati (Can't Hardly Wait), regia di Harry Elfont e Deborah Kaplan (1998)
- Swimming, regia di Robert J. Siegel (2000)
- Psycho Beach Party, regia di Robert Lee King (2000)
- Admissions, regia di Melissa Painter (2004)
- Diggers, regia di Katherine Dieckmann (2006)
- Starting Out in the Evening, regia di Andrew Wagner (2007)
- Pet Therapy - Un cane per amico (A Dog Year), regia di George LaVoo (2009)
- L'amore e altri luoghi impossibili (Love and Other Impossible Pursuits), regia di Don Roos (2009)
- Nel paese delle creature selvagge (Where the Wild Things Are), regia di Spike Jonze (2009) - voce
- Grassroots, regia di Stephen Gyllenhaal (2012)
- Nudi e felici (Wanderlust), regia di David Wain (2012)
- Caddo Lake, regia di Logan George e Celine Held (2024)

### Televisione
- Cinque in famiglia (Party of Five) – serie TV, 5 episodi (1999)
- Six Feet Under – serie TV, 63 episodi (2001-2005)
- The Return of Jezebel James – serie TV, 8 episodi (2008)
- Un amore per Leah, regia di Jeff Bleckner – film TV (2009)
- Torchwood: Miracle Day – serie TV, 10 episodi (2011)
- Coma – miniserie TV (2012)
- Law & Order - Unità vittime speciali (Law & Order: Special Victims Unit) – serie TV, episodi 14x24-15x01 (2013)
- Deliverance Creek - Solo per vendetta - film TV (2014)
- Dig – serie TV, 8 episodi (2015)
- X-Files (The X-Files) – serie TV, episodi 10x05-10x06-11x01 (2016-2018)
- Servant – serie TV, 40 episodi (2019–2023)
- Yellowjackets – serie TV, 18 episodi (2023-2025)

## Doppiatrici italiane
Nelle versioni in italiano delle opere in cui ha recitato, Lauren Ambrose è stata doppiata da:
- Laura Latini in Six Feet Under, Torchwood: Miracle Day
- Federica De Bortoli in Servant, Yellowjackets
- Paola Majano in Deliverance Creek - Solo per vendetta
- Rossella Acerbo in Giovani, pazzi e svitati
- Barbara De Bortoli in In & Out
- Elena Giani in Admissions
- Francesca Manicone in Coma
- Francesca Fiorentini in X-Files
- Monica Bertolotti in Nudi e felici
- Monica Gravina in Law & Order - Unità vittime speciali

Da doppiatrice è sostituita da:
- Tiziana Avarista in Nel paese delle creature selvagge